# Atanas D. Atanasov
Atanas Dančev Atanasov, pseudonym Ada, (12. února 1892 Sofie – 1981) byl bulharský úředník, aktivně činný v esperantském hnutí. Byl hlavní spoluautor Encyklopedie esperanta, překládal do esperanta, redigoval esperantské časopisy. V letech 1927–1928 byl prezidentem Esperantské akademie.